# Aşağı Astanlı
Aşağı Astanlı är en ort i Azerbajdzjan.   Den ligger i distriktet Jardymly, i den södra delen av landet, 200 kilometer sydväst om huvudstaden Baku. Aşağı Astanlı ligger 569 meter över havet och antalet invånare är 890.
Terrängen runt Aşağı Astanlı är kuperad. Närmaste större samhälle är Komanlı, 16,0 kilometer öster om Aşağı Astanlı. 
Omgivningarna runt Aşağı Astanlı är en mosaik av jordbruksmark och naturlig växtlighet. Runt Aşağı Astanlı är det ganska tätbefolkat, med 67 invånare per kvadratkilometer.